# Јулијан Подагрик
Свети мученик Јулијан Подагрик је био хришћански светитељ и мученик. Боловао је од подагре те није могао ни стајати ни ићи. Донет на носилима пред суд за веру Христову. Жив је сажежен на ломачи, са својим учеником Кронионом, у време цара Деција Трајана у Александрији.
Српска православна црква слави га 27. фебруара по црквеном, а 12. марта по грегоријанском календару.